# Temco T-35 Buckaroo
Temco T-35 Buckaroo (định danh công ty TE-1) là một loại máy bay huấn luyện dành cho thị trường quân sự và dân sự.

## Biến thể
Model TE-1A
Model TE-1B
YT-35
T-35A

## Quốc gia sử dụng
Hy Lạp
- Biên phòng Hy Lạp

 Israel
- Không quân Israel

 Ý
- Không quân Italy

 Ả Rập Xê Út
- Không quân Hoàng gia Ả Rập Xê Út

 Hoa Kỳ
- Không quân Hoa Kỳ

## Tính năng kỹ chiến thuật (Temco Buckaroo TE-1B)
Dữ liệu lấy từ Janes's All The World's Aircraft 1953-54 
Đặc điểm tổng quát
- Kíp lái: 2
- Chiều dài: 21 ft 8 in (6,61 m)
- Sải cánh: 29 ft 4 in (8,94 m)
- Chiều cao: 6 ft 1½ in (1,87 m)
- Diện tích cánh: 134 ft² (12,44 m²)
- Trọng lượng rỗng: 1.300 lb (591 kg)
- Trọng lượng có tải: 1.920 lb (873 kg)
- Động cơ: 1 × Franklin 6A4-165-B3, 165 hp (123 kW)

 Hiệu suất bay 
- Vận tốc cực đại: 156 mph (136 knot, 250 km/h)
- Tầm bay: 548 mi [2] (477 nmi, 882 km)
- Trần bay: 17.000 ft (5.185 m)
- Vận tốc lên cao: 1.000 ft/phút (5,1 m/s)
- Tải trên cánh: 14,3 lb/ft² (70,2 kg/m²)
- Công suất/trọng lượng: 0,086 hp/lb (0,14 kW/kg)

Trang bị vũ khí

- Súng: 2 súng máy 30-caliber
- Rocket: Giá treo rocket 2.75 in